# مدحة (اسم)
مدحة هو اسم علم مذكر من أصل عربي، ومعناه هو المدح الثناء العطر، والمدح مصدر يدل على حسن الثناء وهو خلاف الذم والهجاء.

## وصلات خارجية
- موسوعة السلطان قابوس لأسماء العرب